# Вјачеслав Сукристов
Вјачеслав Васиљевич Сукристов (рус. Вячеслав Васильевич Сукристов, литв. Viačeslavas Sukristovas; 1. јануар 1961) бивши је совјетски и литвански фудбалер.

## Биографија
У првенству СССР-а играо је за Жалгирис, са којим је 1987. године био трећи у првенству. Године 1990. прешао је у Локомотиву из Москве, одакле је отишао у Израел, где је играо у разним тимовима до 1996. године. Каријеру је завршио у Жалгирису 1998. године.
У дресу репрезентације Совјетског Савеза одиграо је 4 утакмице. Био је члан екипе СССР која је 1988. освојила сребро на Европском првенству у Западној Немачкој. За репрезентацију Литваније одиграо је 26 утакмица и постигао 2 гола.

## Успеси

### Репрезентација
СССР
- Сребрна медаља Европско првенство 1988. у Западној Немачкој